# Bilel Mohsni
Bilel Mohsni (Paris, 21 de julho de 1987) é um futebolista profissional tunisiano que atua como defensor.

## Carreira
Bilel Mohsni representou o elenco da Seleção Tunisiana de Futebol no Campeonato Africano das Nações de 2015.